# ان‌جی‌سی ۳۳۸۴
ان‌جی‌سی ۳۳۸۴ (به انگلیسی: NGC 3384) یک کهکشان بیضوی در صورت فلکی شیر است. این کهکشان توسط ویلیام هرشل و در سال ۱۷۸۴ کشف شده. ستارگان قدیمی (مرکزی) این کهکشان حدود یک میلیارد سال عمر دارند.